# Cabalgata de Reyes Magos Santillana del Mar
La Cabalgata de Reyes Magos de Santillana Del Mar es una Cabalgata de Reyes Magos con Auto sacramental que tiene lugar la tarde noche del 5 de enero en la Villa de Santillana Del Mar (Cantabria, España) lleva celebrándose desde 1959 y es la única Cabalgata de Reyes Magos junto a la de Alcoy (Alicante, España) en ser declarada fiesta de interés turístico nacional.

## Historia
La fiesta de carácter popular, se lleva a cabo en la Villa de Santillana del Mar desde el año 1959, en la tarde noche del 5 de enero. La creación e ideación de llevar a cabo una Cabalgata de Reyes en esta Villa, se le atribuye al capellán del convento de las Monjas Clarisas, Don Antonio Niceas Martínez Gutiérrez, la idea surgió desde el Centro Juvenil San Francisco, creado por él mismo y donde se solía reunir la juventud de Santillana del Mar. Lesión de llevar a cabo la cabalgata fue cogiendo relevancia con el paso de los años, cuando en 1983 la Villa de Santillana Del Mar fue declarada Conjunto Monumental, ya que anteriormente solo la Colegiata de Santa Juliana ostentaba este reconocimiento.
Desde entonces, cada 5 de enero se lleva a cabo la cabalgata tradicional, en 1966 es cuando se introduce el Auto Sacramental un contenido literario religioso que convierte la festividad en un verdadero Auto de los Reyes Magos, este Auto Sacramental fue escrito por el poeta santanderino Leopoldo Rodríguez Alcalde,su obra se mantiene intacta y ha llegado así hasta nuestros días, únicamente y con el paso de los años, se han añadido nuevas escenas para añadir episodios del relato bíblico.
Con el pasar de las décadas la festividad ha ido creciendo en cuanto a número de asistentes, estos han respaldado el rigor histórico y representativo del Auto Sacramental y la Cabalgata, estas dos características fueron reconocidas de manera oficial en el año 1993 cuando se otorgó a la festividad el reconocimiento de Fiesta de Interés Turístico regional, posteriormente, en 2009 con el apoyo de la consejería de Cultura, Turismo y Deporte del Gobierno de Cantabria, consiguió ser declarada Fiesta de Interés Turístico Nacional, este título lo estrenó en la fiesta del año 2010, convirtiéndose en la única Cabalgata de Reyes junto a la de Alcoy (Alicante, España) que ostentan este título, desde entonces la Cabalgata se ha ido ampliando y mejorando en lo que se refiere a la puesta en escena, además se han introducido música en directo, iluminación y pirotecnia.
La Cabalgata de Reyes Magos de Santillana del Mar se ha celebrado de forma ininterrumpida durante 62 años, solo ha sido cancelada una vez, en 2020 a causa de la pandemia global de la COVID-19, pese a los intentos por parte del ayuntamiento, no se pudo llevar a cabo.

## Auto Sacramental y Cabalgata de Reyes Magos
La cabalgata mantiene intacto el auto sacramental original y el recorrido tradicional de la misma, manteniendo su esencia, con el paso de los años la fiesta da comienzo con los recitales de villancicos que se reproducen en todas las iglesias de los pueblos del municipio, además se lleva a cabo un concurso de Belenes de libre acceso en el que participan los vecinos.
El Auto Sacramental y la Cabalgata de Reyes se componen de ocho escenas, las cuatro escenas del Auto sacramental son desarrolladas a lo largo de dos horas y media, a las que después se le añade el tiempo dedicado a la Cabalgata de Reyes, que abarca otras cuatro escenas más.
La primera escena es el Recibimiento del Sr. alcalde a los Reyes Magos en la Avenida Le Dorat, Hotel Los Infantes. Los actores que interpretan al Alcalde y a la Alcaldesa de la Villa reciben a la comitiva, de la que el Emisario Real anuncia su próxima llegada, además pide permiso a las autoridades de la Villa para que el regio cortejo pueda ceder al pueblo, recibiendo el consiguiente permiso de los regidores. De este modo, y en consideración por su amabilidad Melchor, Gaspar y Baltasar pasan a saludar al Alcalde y a la Alcaldesa, agradeciéndoles la hospitalidad de Santillana del Mar.
La segunda escena es "La Hebrea" quien solicita a los Reyes Magos curación para su hijo en la calle Santo Domingo. La primera parada que efectúa el cortejo es bajo el balcón del Palacio de Benamejí, donde La Hebrea ruega a los Reyes Magos que por favor curen a su hijo. Uno por uno, desde la calle y en medio del silencio bajo la mirada de la multitud, admiten haber perdido sus poderes sobrenaturales tras el nacimiento del que puede más (el Niño Jesús). Aconsejan a la hebrea que los acompañe y vaya con ellos a adorarle. La hebrea y su hijo proceden a unirse a la cabalgata, que sube calle arriba, hasta el palacio de Las Arenas, que se convierte para la ocasión en la casa de Herodes.
En la tercera escena se representa el encuentro de S.S.M.M los Reyes Magos con el Rey Herodes en la Plaza de Las Arenas, desde allí los reyes magos se dirigen junto al resto de la comitiva que conforma la cabalgata hasta el Palacio de Herodes para pedirles información sobre el nacimiento del niño Jesús, asimismo los tres Reyes Magos vuelven a avanzar la intención de su viaje, adorar al Rey de Reyes que ha nacido, refiriéndose al Niño Jesús.
En la cuarta escena se escenifica la adoración de los Reyes Magos al Niño Jesús en el Portal Viviente que se sitúa en la plaza mayor, para llegar a esta plaza la cabalgata retrocede sobre sus pasos y abandona la zona de la Colegiata de San Juliana para dirigirse a la Plaza Mayor, hacia la Torre de Don Borja, donde está ubicado el Belén Viviente, que se introdujo recientemente debido a la colaboración vecinal, a este belén se acercan los Reyes Magos para adorar al recién nacido Niño Jesús.
Por último y tras la adoración en la Plaza Mayor suena el "Aleluya" de Haendel mientras un espectáculo de pirotecnia invade el cielo como broche final. La festividad, con todo lo mencionado anteriormente logró reunir en 2023 a más de 70 ml personas.

## Horario
Programa del auto sacramental. Sobre las 17:30 horas da comienzo el Auto Sacramental con el “Edicto Romano” que se desarrolla por las calles de la villa. A continuación, sobre las 18:00 horas se procede a la “salida de la Virgen y San José hacia el Portal”, desde el Museo Jesús Otero. En su camino hacia la Plaza Mayor de Santillana, donde se ubica la representación del Portal de Belén, San José tendrá su “Encuentro con Elleicer”, escena representada en la confluencia de la calle del Cantón con la calle Las Lindas y que tiene lugar a las 18:05. Diez minutos más tarde, en la calle Santo Domingo, da lugar el “Encuentro de San José y María con el Mesonero”,a las 18:30, da comienzo la “Inauguración del Belén Viviente”, representado en la Plaza Mayor de la Villa, concretamente en la bóveda baja de la Torre de Don Borja.
Hacia las 19:00 horas, tiene lugar una de las escenas más importantes del “Auto Sacramental”, se trata de “La anunciación del ángel a los pastores”, que transcurre en la Plaza del Abad Francisco Navarro o Plaza de la Colegiata. A continuación, sobre las 19:15 tiene lugar una nueva escena introducida recientemente, “la adoración y encuentro de los pastores con el Niño Jesús”, que transcurre en dos ubicaciones, la primera de ellas justo enfrente de las casas de Águila y la Parra, ubicadas frente al monumento al bisonte de Jesús Otero y la segunda, en el centro de la plaza, delante del portal viviente. Esta escena se representa a las 19:15 horas.
Momentos antes de la llegada de los Reyes Magos a Santillana del Mar, se produce la escena de “La llegada del emisario real a la Villa”, En esta escena se avisa de la llegada inminente de sus Majestades de Oriente y que tiene lugar frente al Hotel Los infantes.
Estas siete escenas conforman un Auto Sacramental único en España, en el que se representan las dificultades y periplos que tuvieron que sufrir la Virgen, San José y el Niño Jesús, antes de encontrar acomodo en un humilde portal de Belén.
Programa de al cabalgata de Reyes. Tras la finalización del auto sacramental, la Cabalgata de los Reyes Magos llega a Santillana del Mar a las 20:00 horas desde la Avenida de Le Dorat. Su primera parada será frente al Hotel Los Infantes, donde la comitiva real es recibida por el alcalde de la villa, que les dará la bienvenida a la Villa de Santillana y que tras su discurso se une al resto de la cabalgata para proseguir su camino hasta el portal de Belén, donde concluye la cabalgata más allá de las 22:00 horas.

## Formación
- 500 figurantes.
- 9 carrozas.
- 25 caballos.
- 3 camellos.
- Pajes.
- Antorcheros.
- Hebreas.
- Abanderados.
- Soldados Romanos.
- Pastores.
- Ángeles.
- Banda sonora.[12]

## Reconocimientos
- Fiesta de Interés Turístico Regional (1993)
- Fiesta de Interés Turístico Nacional (2009)